# Гилхам (Арканзас)
Гилхам (енгл. Gillham) град је у америчкој савезној држави Арканзас.

## Демографија
По попису из 2010. године број становника је 160, што је 28 (-14,9%) становника мање него 2000. године.
| Група             | 2000.       | 2010.       |
| Белци             | 163 (86,7%) | 122 (76,3%) |
| Афроамериканци    | 0 (0,0%)    | 0 (0,0%)    |
| Азијати           | 2 (1,1%)    | 1 (0,6%)    |
| Хиспаноамериканци | 20 (10,6%)  | 34 (21,3%)  |
| Укупно            | 188         | 160         |